# Premis David di Donatello
El premi David di Donatello és un premi cinematogràfic concedit per l'Ente David di Donatello de l'Acadèmia de Cinema Italià (Accademia del Cinema Italiano, ACI) i que porta el nom del David de Donatello, i que reconeix cada any des de 1955 les actuacions i produccions de cinema.
L'estatueta té la forma de l'escultura, en or, sobre una base de malaquita i una placa daurada amb la inscripció de la categoria, any i guanyador. L'any 2013 va ser subhastat a Sotheby's un David de Bulgari, guanyat per l'actriu Gina Lollobrigida el 1956 per la seva actuació a La dona més bonica del món.

## Història
Els primers David di Donatello es van entregar a Roma la primavera del 1955. Van ser creats pel club cultural The Open Gate per tal de reconèixer les millors pel·lícula italiana i estrangera de cada any, de manera similar a l'Oscar estatunidenc. Ja havien existit premis semblants a Itàlia durant dècades (com el Llaç de Plata), però aquests els votaven crítics de cinema i periodistes. No obstant això, els Davids han estat sempre destinats als professionals de laindústria cinematogràfica: guionistes, actors, tècnics, productors, etc.
Després de Roma, les cerimònies van tenir lloc al teatre grec de Taormina, dues vegades a Florència i finalment van tornar a Roma, sempre amb el suport del President d'Itàlia i a partir de llavors també amb la col·laboració del Departament de Polítiques Culturals de l'Ajuntament de Roma. Durant la dècada del 1950 la cerimònia es va fer diversos anys a Taormina, organitzada pel periodista i productor cinematogràfic Michael Stern.
L'organització fundadora, anomenada actualment Organització David di Donatello és plenament funcional i treballa conjuntament amb i gràcies a la contribució del Ministeri de les Arts Escèniques i el Ministeri de les Propietats i Activitats Culturals. Els presidents han estat Italo Gemini (el fundador), Eitel Monaco i Paolo Grassi; en l'actualitat està presidida per Gian Luigi Rondi, qui ha treballat amb l'organització des dels seus orígens.

## Categories
Els guardons premien les pel·lícules italianes, a excepció de les categories específicament estrangeres:
- Millor pel·lícula
- Millor pel·lícula estrangera
- Millor director estranger
- Millor actor estranger
- Millor pel·lícula europea
- Millor actor
- Millor actriu
- Millor actor secundari
- Millor actriu secundària
- Millor director
- Millor director novell
- Millor guió
- Millor productor
- Millor fotografia
- Millor música
- Millor escenari i decorat
- Millor vestuari
- Millor muntatge
- Millor so